# Tour de Seul
O Tour de Seul (oficialmente: Tour de Seoul) foi uma carreira ciclista profissional por etapas surcoreana que se disputava em Seul e seus arredores.
Criou-se em 2009 fazendo parte do UCI Asia Tour, dentro da categoria 2.2. A sua última edição foi em 2010.
A sua primeira edição foi de um único dia (categoria 1.2) enquanto a segunda constou de três etapas (categoria 2.2).

## Palmarés
| Ano  | Ganhador          | Segundo       | Terceiro           |
| ---- | ----------------- | ------------- | ------------------ |
| 2009 | Ho-Sung Cho       | Dirk Müller   | Grischa Janorschke |
| 2010 | Tomasz Marczynski | Gyung Gu Jang | Simon Geschke      |

## Palmarés por países
| País          | Vitórias |
| ------------- | -------- |
| Coreia do Sul | 1        |
| Polónia       | 1        |